# Chó Schnauzer Lớn
Chó Schnauzer Lớn (tiếng Anh:Giant Schnauzer) là một giống chó làm việc phát triển trong thế kỷ 17 ở Đức. Đây là giống lớn nhất trong ba giống của Schnauzer - hai giống khác là Chó Schnauzer và Chó Miniature Schnauzer. Nhiều giống đã được sử dụng trong sự phát triển nên giống này, bao gồm cả Chó Great Dane đen, Chó Bouvier des Flandres và Chó Dobermann Pinscher. Ban đầu giống chó này được nuôi để hỗ trợ các trang trại bằng cách lùa các gia súc ra chợ và bảo vệ tài sản của nông dân, giống chó này cuối cùng đã chuyển vào thành phố, nơi nó bảo vệ các nhà máy bia, cửa hàng, nhà kho và nhà máy. Nó không được biết bên ngoài Bavaria cho đến khi trở thành một giống chó quân sự trong Thế chiến I và Thế chiến II.

## Tính cách
Chó Schnauzer Lớn thường là một giống chó yên tĩnh. Do vấn đề sinh sản của nó, Giant Schnauzer vốn đã e dài nghi ngại với người lạ và có thể có tính cách bảo vệ lãnh thổ. Sau khi được giới thiệu, nó thường chấp nhận người hay tình huống mới. Nó có khả năng tấn công, nhưng chó Schnauzer Lớn thường được giữ gìn - chúng "đáng tin cậy trong khi yên tĩnh,và một giống chó "chỉ huy" khi kích thích".
Chó Schnauzer Lớn được mô tả là đáng tin cậy với trẻ em. Chúng rất thông minh và có thể trở nên chán một cách dễ dàng. Chúng cũng rất năng động và có tinh thần mạnh mẽ, khi kết hợp với sự nhàm chán, có thể dẫn đến hành vi không mong muốn và phá hoại. Chúng có thể được huấn luyện một cách dễ dàng và trung thành với chủ nhân. Một số nhà lai tạo tin rằng Chó Schnauzer Lớn lông màu muối tiêu ngoan ngoãn hơn so với các con chó có bộ lông đen hoàn toàn, tuy cùng giống.